# ガイウス・セルウィリウス・ストルクトゥス・アハラ (紀元前478年の執政官)
ガイウス・セルウィリウス・ストルクトゥス・アハラ（ラテン語: Gaius Servilius Structus Ahala - 紀元前478年）は共和政ローマ初期の政治家・軍人。紀元前478年に執政官（コンスル）を務めた。

## 出自
パトリキ（貴族）であるセルウィリウス氏族のストルクトゥス・アハラ家の出身。アハラのコグノーメン（家族名）は「ala（翼）」に由来すると思われる。紀元前427年の執政官ガイウス・セルウィリウス・ストルクトゥス・アハラは孫の可能性がある。

## 経歴
紀元前478年に執政官に就任。同僚は二度目の執政官となったルキウス・アエミリウス・マメルクスであった。
多方面に敵をかかえていたローマは、前年からウェイイとの戦いはファビウス氏族が単独で行うこととなっていた。ファビウス軍は、クレメラ川に野営地を築き防御を強化していた。
この年、ローマはウェイイとの戦争に集中しなければならないと考え、ウォルスキとアエクイはローマ領土に侵攻することを計画した。元老院はアハラをウォルスキに、アエクイとの戦いはセルウィウス・フリウスが担当することとし、マメルクスにはウェイイと戦うファビウス氏族を支援させた。
それぞれの軍は2個軍団とラティウムおよびヘルニキからの支援部隊で構成されていた。ウェイイ軍はエトルリア都市からの援軍を受けてファビウス軍を包囲していたが、マメルクスは、ローマ軍騎兵の側面攻撃によりウェイイ軍を撤退させた。ウェイイ軍はサクサ・ルブラ (フラミニア街道沿いにあるローマから14km地点の目印)まで後退し、和平を求めてきた。ハリカルナッソスのディオニュシオスによれば、条約には領土の割譲も賠償金も含まれず、さらには人質の差出もなかったため、元老院はこれに不服であった。このためマメルクスは凱旋式の実施を認められなかった。他方、フリウスは容易にアエクイ軍に勝利し、自領に撤退させた。しかしアハラはウォルスキ軍に大損害を受けた。このため野戦での決着を諦め、野営地を設営してそこから小規模な戦闘を継続することとした。
元老院はマメルクスにアハラを救援するように依頼したが、凱旋式を認めなかった元老院に不満を持っていたマメルクスはこれを拒否した。
アハラは執政官の任期満了前に死亡した。補充執政官にはオピテル・ウィルギニウス・エスクィリヌスが選ばれた。

## 参考資料
- ハリカルナッソスのディオニュシオス『ローマ古代誌』
- ティトゥス・リウィウス『ローマ建国史』
- カピトリヌスのファスティ